# Jota Horologii b
Jota Horologii b – planeta orbitująca wokół gwiazdy Jota Horologii, odkryta w 1998 roku. Jest to gazowy olbrzym, krążący w pobliżu wewnętrznego brzegu ekosfery, o nasłonecznieniu podobnym do Wenus.